# Eugen Weidmann
Eugen Weidmann (5 de febrero de 1908 - 17 de junio de 1939) fue un criminal y asesino en serie alemán que fue ejecutado en la guillotina en Francia en junio de 1939, siendo la última ejecución pública en Francia.

## Primeros años
Weidmann nació en Fráncfort del Meno en el seno de una familia pequeñoburguesa católica de empresarios exportadores y estudió allí. Fue enviado a vivir con sus abuelos al estallar la Primera Guerra Mundial. Durante la adolescencia, comenzó a robar y pasó un tiempo en un reformatorio por robar un reloj en el vestuario de una piscina pública. A los veinte años, se trasladó brevemente a Canadá, donde continuó robando y estafando hasta que fue detenido y devuelto a Alemania en 1931. Fingiendo que iba a crear una empresa de taxis aunque en realidad planeando mantenerse secuestrando, sus padres le regalaron un coche. Esperaba secuestrar a un heredero adinerado pero fracasó por falta de organización y fue rápidamente arrestado. Cumplió cinco años en la cárcel de Saarbrücken.
Durante su estancia en prisión, Weidmann conoció a dos hombres franceses, encarcelados por tráfico de divisas, que luego se convertirían en sus cómplices: Roger Million y Jean Blanc. Se hicieron amigos porque él era el único que hablaba francés allí. Tras salir de la cárcel y pasar seis meses con sus padres en Fráncfort, decidió colaborar con ellos para secuestrar a turistas adinerados que visitaban París con motivo de la Exposición Internacional de 1937 y robarles. A pesar de que sus antecedentes penales le impedirían cruzar la frontera, la pasó sin incidentes, se desconoce si por la vía regular o clandestinamente. Para retener allí a sus víctimas, alquilaron una villa en Saint-Cloud, cerca de París, bajo el nombre falso de “Karrer”. Weidmann aprovechó su inteligencia, aspecto elegante y dominio del inglés para afirmar falsamente que había sido contratado como intérprete en la Exposición Internacional.

## Asesinatos
Su primer intento de secuestro fracasó porque la víctima se resistió demasiado, lo que los obligó a soltarla. En julio de 1937, hicieron un segundo intento. Weidmann había conocido a Jean De Koven, una bailarina y profesora de ballet neoyorquina de 22 años que visitaba a su tía Ida Sackheim en París. Impresionada por el alemán alto y apuesto, De Koven le escribió a una amiga: «Acabo de conocer a un alemán encantador y de gran inteligencia que se hace llamar Siegfried. Quizás me encamine hacia otro papel wagneriano, ¿quien sabe? Mañana iré a visitarlo a su villa, en un hermoso lugar cerca de una famosa mansión que Napoleón le regaló a Josefina». Durante el encuentro, fumaron, y «Siegfried» le dio un vaso de leche con un sedante. De Koven le tomó fotos a Weidmann con su nueva cámara (que posteriormente se encontró junto a su cuerpo; el carrete al ser revelado mostró a su asesino). Weidmann la estranguló y la enterró bajo las escaleras del jardín de la villa. Tenía 300 francos en efectivo y 430 dólares en cheques de viaje, que el grupo envió a la amante de Million, Colette Tricot, a cobrar. Sackheim recibió una carta exigiendo 500 dólares por la devolución de su sobrina. El hermano de De Koven, Henry, viajó posteriormente a Francia ofreciendo una recompensa de 10.000 francos de parte de su padre, Abraham, por información sobre la joven desaparecida. 
El 1 de septiembre de ese año, Weidmann contrató a un chófer llamado Joseph Couffy para que lo llevara a la Costa Azul pero, en un bosque a las afueras de Tours, le disparó a Couffy en la nuca y le robó la limusina Vivastella y 2500 francos. El siguiente asesinato se produjo el 3 de septiembre, después de que Weidmann y Million atrajeran a Janine Keller, una enfermera privada que se anunciaba en los anuncios clasificados periodísticos, al bosque de Fontainebleau con una supuesta oferta de trabajo. Weidmann mató a Keller con otro disparo mortal en la nuca, antes de robarle 1400 francos y un anillo de diamantes y dejar el cadáver en la cueva cercana. El 16 de octubre, Million y Weidmann concertaron una reunión con un joven productor teatral llamado Roger LeBlond, prometiéndole invertir dinero en uno de sus espectáculos. En cambio, Weidmann le disparó en la nuca y le robó la cartera que contenía 5000 francos. El 22 de noviembre, Weidmann asesinó y robó a Fritz Frommer, un joven alemán que había conocido en la cárcel. Frommer, judío, había estado retenido allí por sus opiniones antinazis. Una vez más, la víctima fue sorprendida por la espalda recibiendo un disparo en la nuca. Temía que los denunciara. Su cuerpo fue enterrado en el sótano de la villa de Saint-Cloud, en cuyo jardín estaba enterrado el de De Koven. Cinco días después, Weidmann cometió su último asesinato. Raymond Lesobre, agente inmobiliario, recibió un disparo del estilo predilecto del asesino mientras le mostraba una casa en Saint-Cloud. Le confiscaron cinco mil francos.

## Detención
Oficiales de la Sûreté, liderados por un joven inspector llamado Primborgne, finalmente rastrearon a Weidmann hasta la villa gracias a una tarjeta de visita dejada en la oficina de Lesobre. Al llegar, Weidmann encontró a dos oficiales esperándolo. Los invitó a pasar, pero se giró y les disparó tres veces con una pistola. Aunque estaban desarmados, los hombres heridos de la Sûreté lograron derribar a Weidmann, forcejearon y lo dejaron inconsciente con un martillo de tapicero, que estaba cerca. 
La foto del detenido con la cabeza vendada fue ampliamente comentada por Jean Genet, que la llevaba siempre consigo. Weidmann, un prisionero muy cooperativo, confesó todos sus asesinatos, incluido el de De Koven, el único del que expresó arrepentimiento. Se dice que dijo entre lágrimas: «Era amable y desprevenida... Cuando la agarré por la garganta, se desplomó como una muñeca”. 
El juicio por asesinato de Weidmann, Million, Blanc y Tricot en Versalles en marzo de 1939 fue el más importante desde el de Henri Désiré Landru, el famoso "Barba Azul”, 18 años antes. Uno de los abogados de Weidmann, Vincent de Moro-Giafferi, había defendido a Landru. Del mismo modo el caso recibió atención de la prensa nacional e internacional. También estuvo presente la novelista francesa Colette, contratada por Paris-Soir para escribir un ensayo sobre Weidmann. 
Weidmann y Million fueron condenados a muerte, Blanc a veinte meses de prisión y Tricot fue absuelta. La pena de Million fue posteriormente conmutada por cadena perpetua.

## Ejecución
El 17 de junio de 1939, con un retraso de 45 minutos, Weidmann fue guillotinado a las afueras de la prisión de Saint-Pierre en Versalles con gran afluencia de periodistas y público. La ejecución no solo fue fotografiada, también filmada. El "comportamiento histérico” de los espectadores (que aplaudieron al momento de la decapitación y se abrieron botellas de champán para brindar) fue tan escandaloso que el presidente francés Albert Lebrun, prohibió inmediatamente todas las ejecuciones públicas futuras. Las ejecuciones en la guillotina continuaron tras los muros de prisión hasta la última, la de Hamida Djandoubi, el 10 de septiembre de 1977.
Weidmann se salvó de la fosa común porque otro amigo de la prisión logró que el fiscal le permitiera enterrarlo en una tumba anónima, sin nombre, en el cementerio de Gonards en Versalles.
Christopher Lee, que entonces tenía diecisiete años, presenció el evento al encontrarse en París camino de la Costa Azul. Las imágenes de la ejecución, con él en el encuadre, fueron restauradas y utilizadas en Faces of Death 3. Medio siglo después, interpretó al verdugo Charles-Henri Sanson en una serie de televisión francesa de 1989 sobre la Revolución Francesa, donde su personaje usó el dispositivo con frecuencia.